# Piotr Wiesiołek
Piotr Wiesiołek (ur. 28 lutego 1964 w Katowicach) – polski bankowiec, pierwszy zastępca prezesa Narodowego Banku Polskiego w kadencjach 2008–2014 i 2014–2020, w 2010 p.o. prezesa NBP.

## Życiorys
W sierpniu 1982 za prowadzoną działalność opozycyjną w Młodzieżowym Ruchu Oporu został tymczasowo aresztowany. W listopadzie tegoż roku skazano go w procesie politycznym na karę pozbawienia wolności z warunkowym zawieszeniem jej wykonania i na karę grzywny.
Ukończył studia z zakresu filologii angielskiej, został absolwentem Katolickiego Uniwersytetu Lubelskiego. Ukończył także studia podyplomowe z dziedziny bankowości na Wydziale Nauk Ekonomicznych Uniwersytetu Warszawskiego. Odbył szkolenia z dziedziny rynku kapitałowego oraz zarządzania aktywami i pasywami.
W 1992 rozpoczął pracę w Narodowym Banku Polskim jako analityk w departamencie operacji zagranicznych. W latach 1996–1999 pełnił obowiązki wiceprezesa Polsko-Kanadyjskiego Banku św. Stanisława. Od 1999 zasiadał w zarządzie Banku Ochrony Środowiska jako wiceprezes zarządu, przez większość czasu także jako pierwszy zastępca prezesa.
W latach 2008–2020 wchodził w skład Zarządu Narodowego Banku Polskiego jako wiceprezes NBP – pierwszy zastępca prezesa NBP. W związku ze śmiercią Sławomira Skrzypka w katastrofie polskiego Tu-154 w Smoleńsku 10 kwietnia 2010 został z urzędu pełniącym obowiązki prezesa NBP. 12 kwietnia przewodnictwo powierzyła mu także Rada Polityki Pieniężnej. Funkcje te pełnił do 11 czerwca 2010, kiedy to urząd prezesa NBP i tym samym przewodniczącego RPP objął Marek Belka.
W latach 2008–2010 oraz 2014–2015 zasiadał w Komisji Nadzoru Finansowego jako przedstawiciel NBP.

## Życie prywatne
Piotr Wiesiołek jest żonaty, ma troje dzieci.

## Odznaczenia
Odznaczony Srebrnym Krzyżem Zasługi (2005), odznaką honorową „Za zasługi dla bankowości Rzeczypospolitej Polskiej” (2018) oraz Krzyżem Wolności i Solidarności (2019).